# Entrevista (filme de 2007)
Entrevista  (Interview) é uma refilmagem do longa-metragem homônimo de 2003 do cineasta holandês Theo van Gogh, assassinado em 2004. A versão americana é dirigida e protagonizada por Steve Buscemi como Pierre Peders e Sienna Miller como Katya. 

## Sinopse
Pierre Beders (Steve Buscemi) é um conceituado jornalista de política. Quando é designado para entrevistar Katya (Sienna Miller), uma famosa e bela atriz de novelas, fica muito ofendido.
Acostumado ao mundo da política mundial, tem de lidar com uma pessoa mais conhecida pelas fofocas nos tablóides do que pelo talento. Nesse choque de dois mundos, no entanto, os dois encontram uma conexão mais profunda.
Durante o curso de um dia, trocam revelações e ofensas, em diálogos repletos de sarcasmo, intriga e tensão sexual.   